# リターン・トゥ ジュラシック・パーク
『リターン・トゥ ジュラシック』（Return to Jurassic Park）は、映画『ジュラシック・パーク』のシリーズのコミック作品の一つ。
1995年にTopps comicsから出版され、Steve Englehartによって描かれた1巻「No Man's Land」編、2巻「No Woman's Land」編、3巻「No Wimp's Land」編、4巻「No-Man's Land」編とTom BierbaumとMary Bierbaumの共同で描かれた、5巻「Jurassic Park Heirs to the Thunder Part 1」編、6巻「Jurassic Park Heirs to the Thunder Part 2」編、7巻「Photo Finish Part 1」編、8巻「Photo Finish Part 2」編とKeith GiffenとDwight Jon Zimmermanの共同でプロットを考え、Renee Witterstaetterによって描かれた9巻「Jurassic Jam」編の全9冊からなる。1～4巻、5～8巻は別々でストーリーは異なる。また2010年にIDWパブリッシングから発売された、総集編の「Jurassic Park Classics」の4巻と5巻にこれらの作品が収録された。

## あらすじ
No Man's Land
コミック『ジュラシック・パーク/ラプター』、『ジュラシック・パーク/ラプターズ・アタック』、『ジュラシック・パーク/ラプターズ・ハイジャック』のラプターシリーズの後の話になる物語となっている。
イスラ・ヌブラル島沖でコスタリカの漁船の一団が、負傷したあるアメリカ陸軍の兵士を発見し救出する。兵士は「グリーン・ファイアー（Green Flame）」を主張し、息絶える。ジョン・ハモンドは軍が島で「グリーン・ファイアー（Green Flame）」と呼ばれる不可解な研究をしているとし、軍が島で行っている研究「グリーン・ファイアー（Green Flame）」を調査する為、アラン・グラント博士、エリー・サトラー博士、ロバート・マルドゥーン、ハモンドの側近エドガー・プレイザーを島に送った。
No Woman's Land
グラント、エリー、マルドゥーン、エドガーの4人はイスラ・ヌブラル島に上陸し、調査を行った。その時、インジェン社のライバル会社バイオシン・コーポレーションが派遣したラウル・ロペスとガイドのソーニャ・ドゥラントと言う2人の人物に出会う。彼らも軍が島で行っている「グリーン・ファイアー（Green Flame）」と呼ばれる研究を調査しに来ていた。2人は質問を拒否した為、グラント博士達に人質として捕まる。
しかし、ケアラダクティルスの攻撃で2人は逃げ出だし、島に到着した反乱アメリカ陸軍の兵士達と銃撃戦となった為、2人は島と「グリーン・ファイアー（Green Flame）」の秘密を知る為、一時的にグラント博士達と協力する事となる。
No Wimp's Land
グラント、エリー、マルドゥーン、エドガーそしてロペス、ドゥラントの6人は「グリーン・ファイアー（Green Flame）」の秘密を知る為、イスラ・ヌブラル島でアメリカ陸軍の基地を探していた。
しかし、ティラノサウルスに襲われる。グラントは何とかティラノサウルスの片目を負傷させ追い返そうとするが、ソーニャ・ドゥラントが落ちてしまい負傷し、エドガーがそれを助け、5人は筏で川を下り、エドガーとドゥラントも後を追う様に筏で逃げる。ティラノサウルスも川に飛び込み追い、秘密の軍の基地に到着するが、4人は軍の兵士に捕まる。
No-Man's Land
軍に捕まったグラント、エリー、マルドゥーン、ロペスの4人。エドガーとドゥラントは彼らを助け出す為、軍の警備員を装って基地に侵入した。そして4人を助け出すが、ティラノサウルスが基地を襲い、アメリカ軍兵士（ほとんど傭兵）と銃撃戦でロペスが死亡する。
ドゥラントは「グリーン・ファイアー（Green Flame）」に付いて「グリーン・ファイアー（Green Flame）」の秘密を知らないと教えなかった為、エドガーが彼女を殺す。ティラノサウルスと軍に攻撃されながらも4人は「グリーン・ファイアー（Green Flame）」の秘密を調べようとするが不明のままであった。4人はハモンドが用意した島にある海食洞の潜水艦の元へ向かった。
Jurassic Park Heirs to the Thunder Part 1
グラント博士達がパークを訪れた時の最中に起きた出来事の物語となっている。
デリック・ホイルとアビー・ナカジマの2人のジュラシック・パークの従業員はパーク内を散歩している時、遺伝子学者グスタバス博士と出くわす。彼はジープにあるアイテムを隠そうとした。アビーはその好奇心からブリーフケースを持ち逃げし、グスタバス博士がジープで取り返そうと追う。そしてジープで逃げたデリックとアビーの2人はケースの中身を見ると恐竜の卵を発見し、デリックはグスタバス博士が研究所で無精卵を宣言し、それを処分しようと言ってた事を思い出す。
2人は夜に研究所に忍び込む為、卵をジープに隠して従業員寄宿舎に隠そうと計画するが、グスタバス博士のジープがやって来てカーチェイスの末、グスタバス博士は恐竜の卵が入ったブリーフケースを取り戻した。その後、グスタバス博士はパークの研究所で島を訪れたグラント博士と何食わぬ顔で面会し、デリックとアビーの2人は遠くのジャングルでグスタバス博士のジープのタイヤの跡を追いながら、掩蔽壕の様な形をしたグスタバス博士の秘密の研究所の小屋を発見し変異体の複数の恐竜を発見する。
研究所に戻って来たグスタバス博士は「優れた」恐竜を造る為、突然変異誘発物質を恐竜の卵に導入した事を明らかにした。そして狂ったグスタバス博士は2人を銃で殺そうとする。
Jurassic Park Heirs to the Thunder Part 2
嵐の中、イスラ・ヌブラル島から船で去る準備している中、従業員達は仲間のデリックとアビーが行方不明になっている事を心配してる。
その頃、グスタバス博士の隠れ家の研究所ではグスタバス博士が2人を銃で撃とうとし、肉食獣の為に2人を置き去りにしようとした。グスタバス博士は乱射するが、2人は素早くジープに乗り込み逃げる。グスタバス博士もジープに乗り後を追うがその時、ジープの後部席にいたディロフォサウルスが彼の腕と肩を噛まれ負傷する。
2人は隠れ家に戻り、無線で救助を呼ぼうとする。グスタバス博士も2人を殺すため隠れ家に戻るが、彼が変異体で造ったレックスの子供に襲われる。グスタバス博士はまだ重傷ながら生きているが、崖が崩れ一緒に隠れ家は崩壊し海に落ちる。
デリックとアビーの2人は崩れ落ちる崖からなんとか木につかまりヘリコプターにより救助された。
Photo Finish Part 1
嵐により、イスラ・ヌブラル島の全ての恐竜は柵から逃げ出していた。そして、イスラ・ヌブラル島は再編成しようとするアメリカ陸軍が長らく管理下に置いた。
ジュラシック・パークの元従業員だったデリックとアビーは再び軍に雇われ島に戻った。アメリカ陸軍の2人のヘリコプターのパイロット、ビーバーとシャンディーが禁止されているにも関わらず勝手に恐竜の写真を撮る。見ていたデリックとアビーが注意し、アビーが違反によりブラッドフォード・ウェスト将軍に報告すると警告し、カメラを要求した。しかし2人の軍人はカメラを隠し、恐竜を撮った違法なカメラはアビーの所有物とされ、彼らは島沖でアビーを放り投げる。
デリックは彼女の無実を証明出来ない。アビーは郵便鞄に2人が隠したカメラのフィルムを発見する。ヘリコプターでビーバーとシャンディーの2人がカメラを取り返そうと現れフィルムを要求するが、彼女はカメラを遠くに放り投げた。逆上した2人は彼女を殺そうと襲いかかる。デリックはアビーと逃げながら、彼女の無実を証明しようとする。
Photo Finish Part 2
アビーの無実を証明する為、デリックとアビーの2人は恐竜を撮ったフィルムが入った郵便鞄を探す。
一方、ビーバーとシャンディーの軍人はブラッドフォード・ウェスト将軍に報告しに行きアビーの事を話した。ウェスト将軍は男を信じず、独自にデリックとアビーの捜索を開始した。デリックとアビーはウェスト将軍がまだアビーの無実を信じず島から強制的に出発させようと思っているが、ウェスト将軍はウィークリーワールドのディック・クーパーに電話をして、アビーの主張を確かめ無実が証明された。
Jurassic Park Jurassic Jam
映画1作目の前の出来事の話。
パークが徐々に完成され、ムリーリョと言うパークのエンジニアの管理人が恐竜に関する妄想症から、セキュリティシステムに関して恐竜監視員のロバート・マルドゥーンに不平を言う。ムリーリョはセキュリティ上で動物を整列させる技術がフェールセーフであると確信しており、マルドゥーンは彼を疑いがっている。
突然、司令部センターが電力パワーが落ち、ティラノサウルスとトリケラトプスとステゴサウルスがパドックから逃げだしたと読み取る。何がなんだか分からず、パニックになる技術者達はシステムエンジニアのデニス・ネドリーを要求するが、彼はオフの時間を盗んで島のビーチで過ごしている為、いくら探してもどこにも見つからない。
パドックから逃げ出したティラノサウルスはステゴサウルスの後を追い、マルドゥーンとムリーリョは競う様にジープで逃げたステゴサウルスの群れを追うが、ムリーリョはステゴサウルス相手に事故死してしまう。
一方、ハモンドがヘリコプターで電撃訪問。マルドゥーンは精神安定剤のライフル銃を使用し、犠牲者を出しながらも逃げたステゴサウルスとティラノサウルスを何とか捕獲する。一方、司令部センターに戻ったネドリーはネズミがケーブルを噛んだのが原因だと報告し、ハモンドをうんざりさせる。マルドゥーンは捕獲した恐竜に囲いを作る。

## 登場人物
No Man's Land編、No Woman's Land編、No Wimp's Land編、No-Man's Land編
アラン・グラント博士
古生物学者。コミック『ラプター』シリーズの事件の一件が終わったグラント博士は、エリーとマルドゥーンとマルカム博士と共に南米ベネズエラのビーチで過ごしていたが、ハモンドにより一部のアメリカ陸軍がイスラ・ヌブラル島で密かに研究している「グリーン・ファイアー（Green Flame）」」の秘密を探るため、島に再び派遣される。
エリー・サトラー博士
古植物学が専門のグラントの研究助手。グラント博士らと共にハモンドにより、一部のアメリカ陸軍がイスラ・ヌブラル島で密かに研究している「グリーン・ファイアー（Green Flame）」の秘密を探るため、島に派遣された。
ロバート・マルドゥーン
ケニア生まれで元はアフリカのハンティングガイド。『1』でヴェロキラプトルに殺されたと思われていたが、コミック『ジュラシック・パーク/ラプターズ・アタック』、『ジュラシック・パーク/ラプターズ・ハイジャック』にて生きていた、元ジュラシック・パークの恐竜監視員。グラント博士らと共にアメリカ陸軍がイスラ・ヌブラル島で行っている「グリーン・ファイアー（Green Flame）」研究を探るため再び島に派遣される。
エドガー・プレイザー（Edgar Prather）
インジェン社の人物で、ハモンドの側近。グラント博士らと共にイスラ・ヌブラル島に派遣される。最後はバイオシン・コーポレーションが雇った女性ガイドのソーニャ・ドゥラントと行動していたが、「グリーン・ファイアー（Green Flame）」の秘密を言わなかった為、彼女を崖から突き落として殺した。
ラウル・ロペス（Raul Lopez）
インジェン社のライバル会社バイオシン・コーポレーションが「グリーン・ファイアー（Green Flame）」の秘密を探るためイスラ・ヌブラル島に送った人物。
ソーニャ・ドゥラント（Sonya Durant）
アフリカでガイドをしていた女性。バイオシン・コーポレーションにより、ラウル・ロペスと共にイスラ・ヌブラル島に雇われた。アフリカ（ケニア）のハンティングガイドでもあったロバート・マルドゥーンによると彼女はタンガニーカで最高の女性ガイドだと言う。最後はエドガーが「グリーン・ファイアー（Green Flame）」の秘密は何かと訪ねられたが拒否した為、エドガーに崖から突き落とされ死んだ。
ジョン・ハモンド
インジェン社、ハモンド財団創始者。謎のアメリカ陸軍がイスラ・ヌブラル島で「グリーン・ファイアー（Green Flame）」と呼ばれる研究をしている事を知り、調査する為、グラント、エリー、マルドゥーンと側近のエドガーの4人を島に送った。
イアン・マルカム博士
彼一人、イスラ・ヌブラル島に行かなった。
キャンベル、サンプ（Campbell、Samp）
インジェン社のヘリコプターの2人のパイロット。
チャーリー、ロス（Charlie、Ross）
バイオシン・コーポレーションのヘリコプターの2人のパイロット。
リンカーン（Lincoln）
アメリカ軍兵士の傭兵。
Heirs to the Thunder Part 1編、Heirs to the Thunder Part 2編、Photo Finish Part 1編、Photo Finish Part 2編
デリック・ホイル、アビー・ナカジマ（Derek Hoyle、Abby Nakajima）
ジュラシック・パークで働く男女の従業員。偶々、グスタバス博士の秘密の卵を持ち出し博士の秘密を知り、グスタバス博士の野望の阻止を試みる。
Photo Finish Part 1、2編では島を管理するアメリカ陸軍に雇われ再び島にいた。
グスタバス博士（Dr Gustavus）
ジュラシック・パークの遺伝子学者。普段はパークの研究所で恐竜造りをしているが、遺伝子組み換えによる「優れた」恐竜を造る為パークから離れた密林の奥に場所に自分の隠れ家の研究所を密かに造り、1人で突然変異誘発物質を恐竜の卵に導入して変異体の恐竜を造っていた。デリックとアビーに邪魔され、最後は崩壊した隠れ家の研究所と共に崖から落ち海に落ちた。
ビーバー、シャンディー（Bieber、Shandy）
Finish Part 1、2編に登場。アメリカ陸軍によるイスラ・ヌブラル島の再編成で派遣されていた2人のアメリカ陸軍のヘリコプターのパイロットの軍人。自称カメラマンを気取って、カメラで厳しく禁止されている恐竜を勝手に撮って写真をウィークリーワールド誌に売りつけていた。
ブラッドフォード・ウェスト将軍（General Bradford West）
Finish Part 1、2編に登場。ジュラシック・パークの再編成の指揮していたアメリカ陸軍の将軍。コミック『ジュラシック・パーク/ラプター』に続いて登場。
ディック・クーパー（Dick Kulpa）
ウィークリーワールドのニュースジャーナリスト。自称カメラマンの2人の軍人ビーバー、シャンディーが違法に撮った恐竜の写真をウィークリーワールド誌で公開した。
Jurassic Jam編
ムリーリョ（Murillo）
ジュラシック・パークの遺伝子学者、パークの管理人。彼の妄想症から恐竜が逃げるんじゃないかと、パークのセキュリティシステムに関して動物を整列させる技術がフェールセーフだと確信しており、セキュリティでマルドゥーンと対立していた。コントロールセンターのトラブルでステゴサウルスの群れがパドックから逃げ出した時、ジープで追いかけて捕獲しようとしていたが、事故死した。
ロバート・マルドゥーン

ジョン・ハモンド

ジョン（レイ）・アーノルド

デニス・ネドリー
パークのシステムエンジニア。時よりオフの時間には仕事をサボって島のビーチで過ごしたりしている。
コントロールセンターのシステムトラブルが起こって恐竜が逃げ出すパニックが起きた時も、彼はオフの時間を盗んで島のビーチで過ごそうとしてコントロールセンターに居なかった。コントロールセンターのシステムトラブルはネズミがケーブルを齧った為だと言い訳の説明をしてハモンドをうんざりさせた。